# 化学消防車
化学消防車（かがくしょうぼうしゃ）とは、消防車の一種。水による消火が不可能・困難な石油コンビナートや航空事故などの重大な危険物火災に対応する。化学車ともいわれる。

## 概要
油脂・化学物質の火災の場合、水をかけると逆に火の勢いが強くなってしまうため、放水では消火できない。そのような火災に対応し、泡消火剤や粉末消火剤を撒くことのできるものが化学消防車である。
通常は消防署に配備されているが、石油備蓄基地や高い可燃性を持つ航空燃料を扱う空港などの大規模火災が発生する可能性が高い公的施設にも配備される。民間であっても、化学工業関連企業、自衛防災組織の設置を義務付けられる石油コンビナートなどの施設にも配備されている。

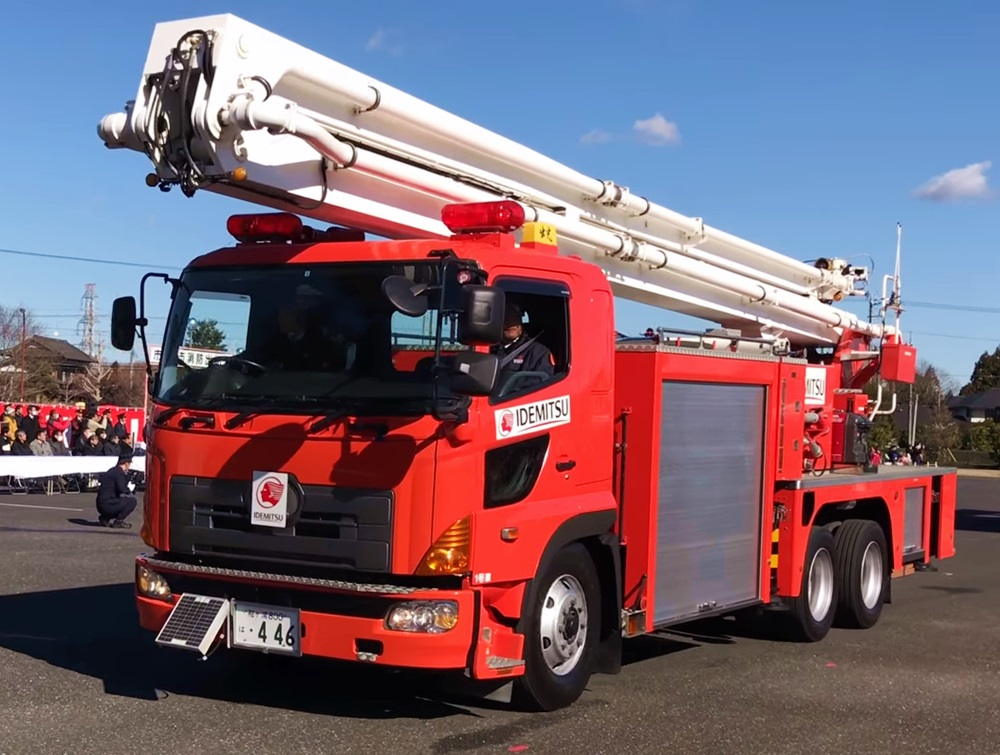
高所放水車
（出光興産　自衛消防隊）

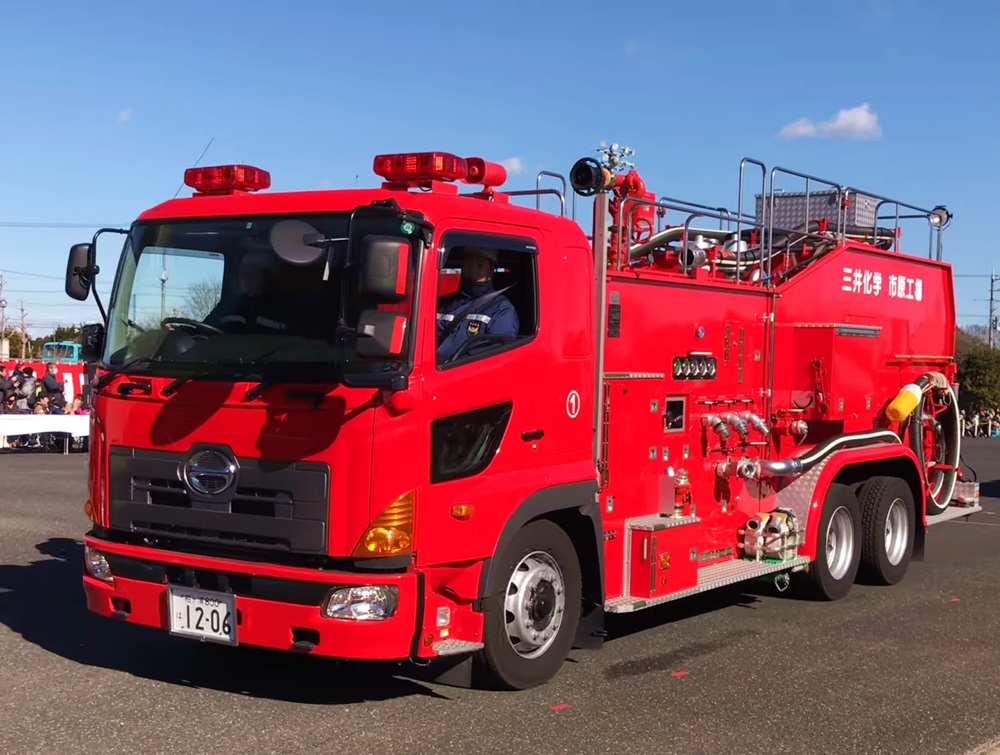
大型化学消防車
（三井化学　市原工場 自衛消防隊）

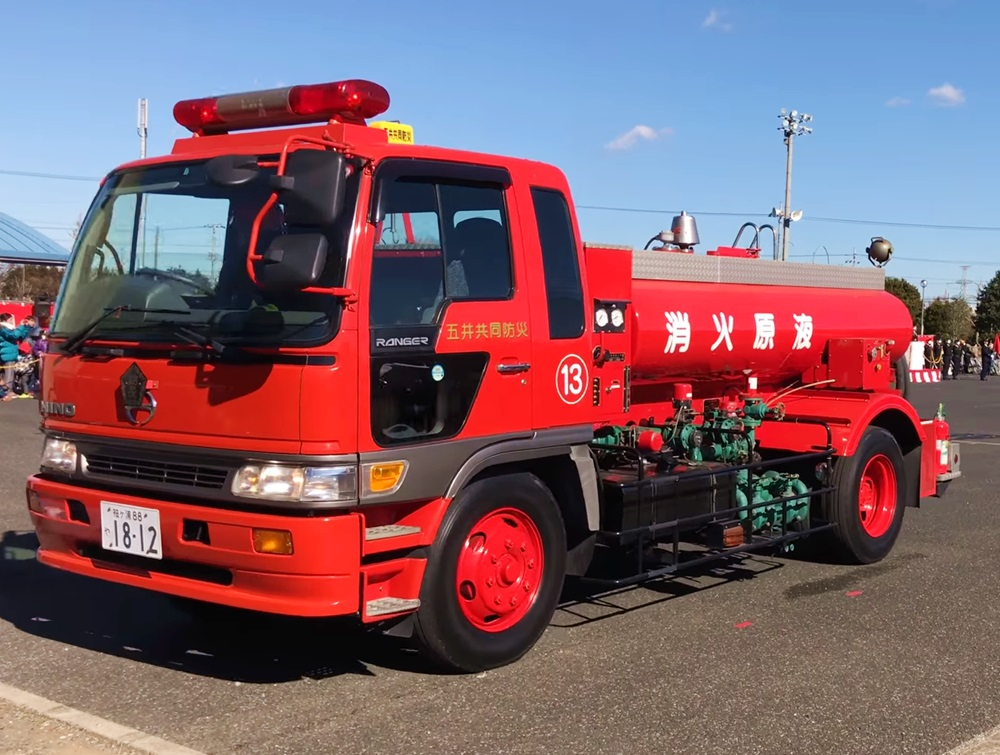
石油コンビナートの 消火原液搬送車
（五井共同防災 13 ）

また、車両火災に備えて主要の幹線道路、高速道路などを抱える消防にも配備される傾向にあり、そのほか、消防団、自衛隊の航空基地、駐屯地飛行場の消防隊などにも配備されている（空港用化学消防車参照）。
泡消火剤は、原液を水と混合させて放射することにより消火する。そのため、通常は車両自体に水・原液のタンクを装備している。しかし、タンク内の消火剤は数分 - 20分程度で使い切ってしまうため、泡原液搬送車や人員による原液タンク注入などによる補給が不可欠となる。石油コンビナート火災に対応する大型化学車、泡原液搬送車、高所放水車（屈折放水塔車など）の3台をまとめて化学車3点セットという。なお、高所放水車の代わりに、同等の性能を持つはしご車で構成する場合があるほか、自衛消防組織では、大型化学車と高所放水車の機能を1台にまとめた大型化学高所放水車を導入する場合もある。大型化学車と高所放水車の機能が一つになったことにより大型化学高所放水車と泡原液搬送車の2点セット運用が可能となり、全国の消防本部でも導入が進んでいる。泡原液搬送車から直接大型化学高所放水車へ送水し放水する事が可能となり、今後は化学車3点セットから2点セットとなると考えられ人員が限られる地方の自治体消防への導入も期待される。

## 化学車3点セット

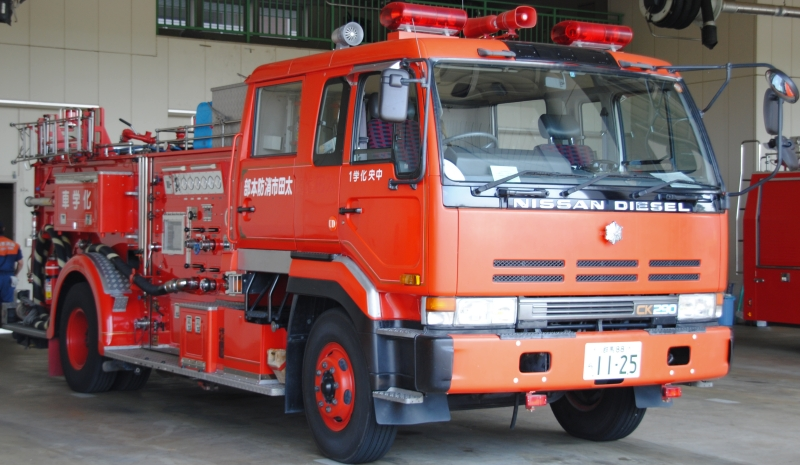
化学車の例 太田市消防本部
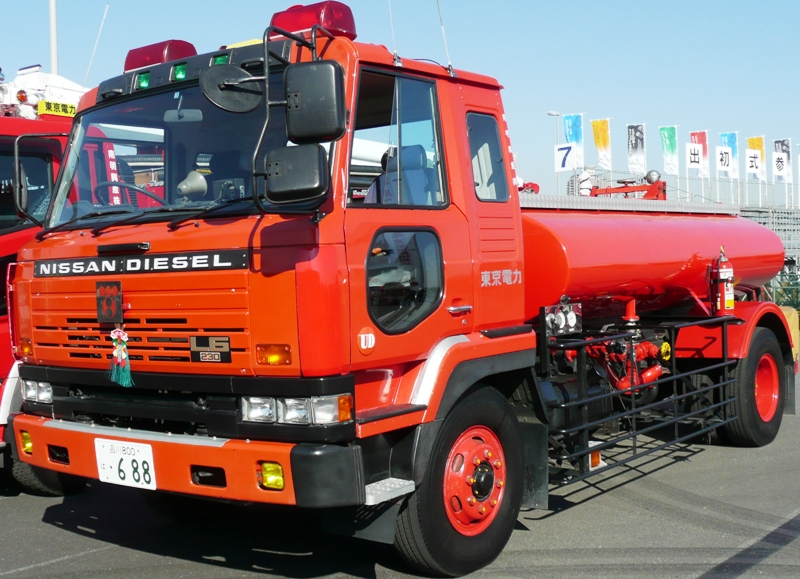
泡原液搬送車の例 東京電力の発電所自衛消防隊
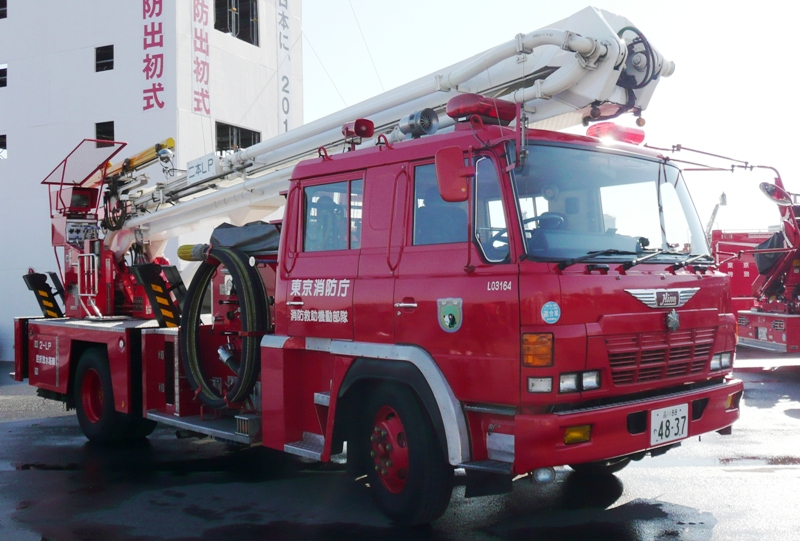
高所放水車（屈折放水塔車）の例 東京消防庁ハイパーレスキュー

## 型式
自治体消防の化学車は以下の型式で表される。

### 軽化学車

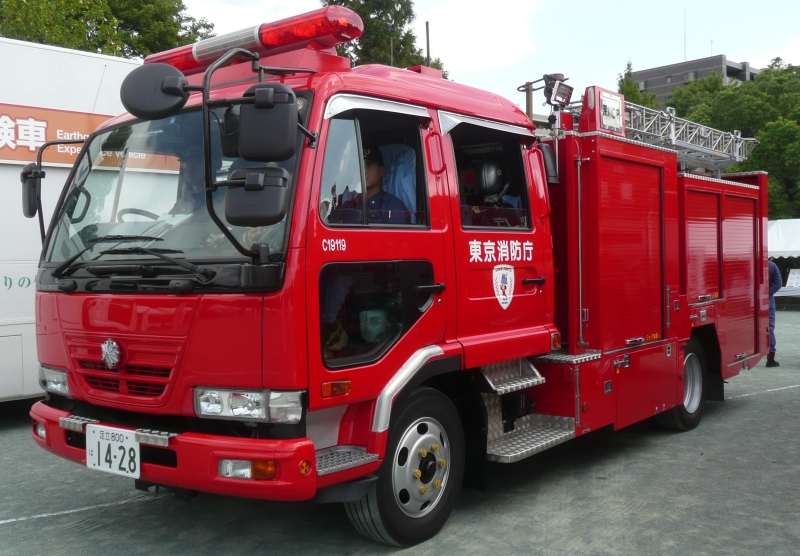
普通化学車（II型）
東京消防庁

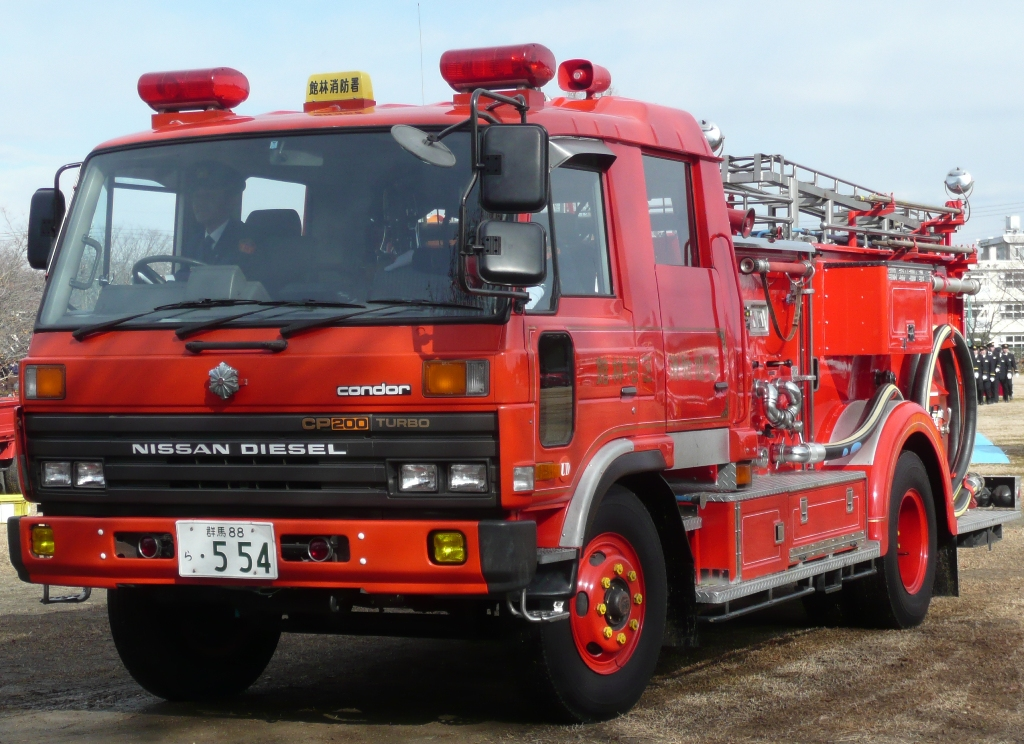
普通化学車（III型）
館林地区消防組合(廃車済)

- I型

I型化学車は、1,000 Lの水槽と300 Lの薬液槽を装備し、車両火災や小規模化学火災に対応する化学車。4 t級シャーシで製作されることが多く水槽付きポンプ車として運用している消防も少なくない。
- II型

II型は登録台数が最も多く、ポピュラーな化学車。通常、1,300 L以上の水槽と500 Lの薬液槽を装備し、危険物火災の他に、タンク車として一般火災にも十分に対応できるような装備になっている。5 t級シャーシをベースに艤装されることが多い。

### 重化学車
- III型

III型は大規模な油脂火災や工場火災にも対応できるような仕様の車両。通常は7 t級シャーシや8 t級シャーシで製作され、1,300 L以上の水槽と1,200 L以上の薬液槽、800型泡放射砲を装備している。
- IV型

IV型化学車は8 t級シャーシで製作されることが多く、2,000 L以上の水槽と1,600 L以上の薬液槽を装備している。800型泡放射砲を2門装備しているのが特徴。全国的にも配備数は少ない化学車である。
- V型

V型化学車は10 t級の三軸シャーシで製作され、A-1級ポンプに2,300 Lの水槽、1,800 Lの薬液槽を装備しており、大規模化学火災にも対応できるような仕様になっている。IV型同様全国的に配備数は少ない。管内に空港あるいは石油コンビナート等特別防災地域でない工業地域を持つ消防本部が主に保有している (石油コンビナート等特別防災地域を管轄する消防本部は基本的に後述の大型化学車、大型化学高所放水車を配置しているため)。

### 大型化学車

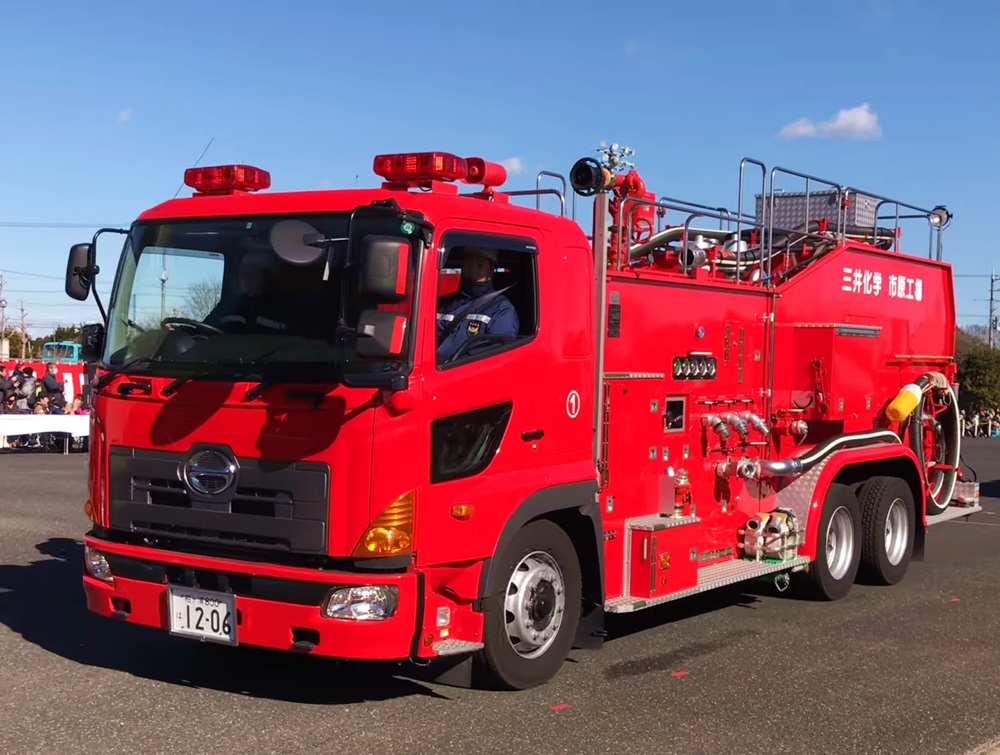
大型化学消防車
（三井化学　市原工場 自衛消防隊）

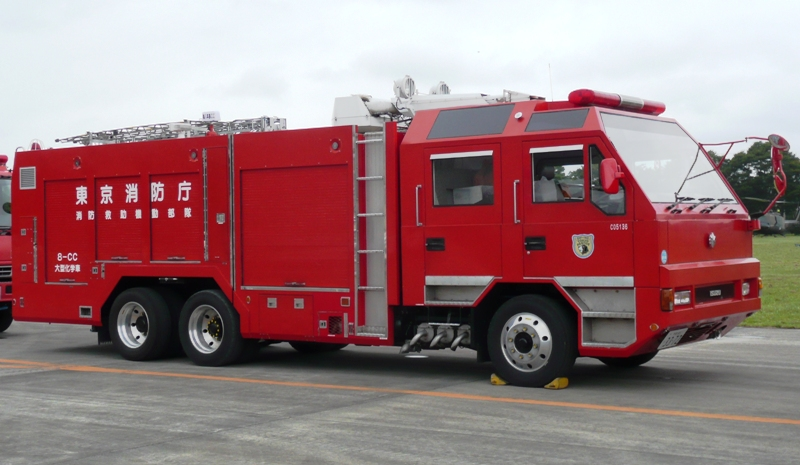
大型化学車（大I型相当）
東京消防庁第八消防方面本部消防救助機動部隊旧第八本部CC（更新済み）

- 大I型

大型化学車は石油コンビナート等特別防災地域を管轄する消防本部に配置され、化学車3点セットとして大型高所放水車、泡原液搬送車と共に活躍する。石油コンビナートにおける大規模油脂火災に対応するため、通常は、8 t級のシャーシにA-1級のポンプと1,800 L - 2,000 L程度の薬液槽を装備している。ほかの消防車からの送水または有圧水利からの取水を前提に作られているため、水槽は装備されていない車両がほとんどである。出動は滅多にないため車庫の2列目であったり、別車庫で待機していることが多い。更に近年は高所放水車に薬液槽を装備した『大型化学高所放水車』も開発されシェアを伸ばしている。
- 大II型

いわゆる航空機火災用の大型化学車のことを指す。早く現場に駆けつけ初期消火を行うため、高出力のエンジンとポンプを積み、高速、高加速で走行放水が可能な車両である。近年の空港消防力充実にともない、現在、公設消防には配備されていない。(最後まで公設として残っていたのは成田市消防本部三里塚消防署に配備されていたもの。令和4年3月に現役を引退し、現在は千葉県芝山町にある「航空科学博物館」に展示されている。)

### 特殊化学車

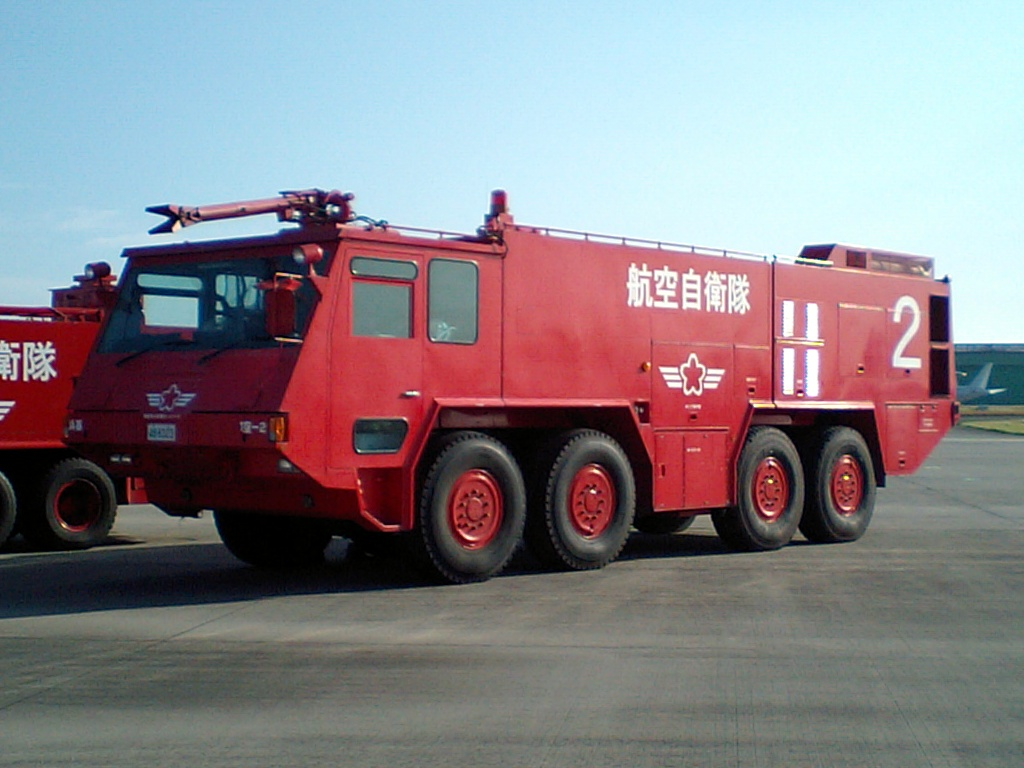
航空自衛隊の破壊機救難消防車
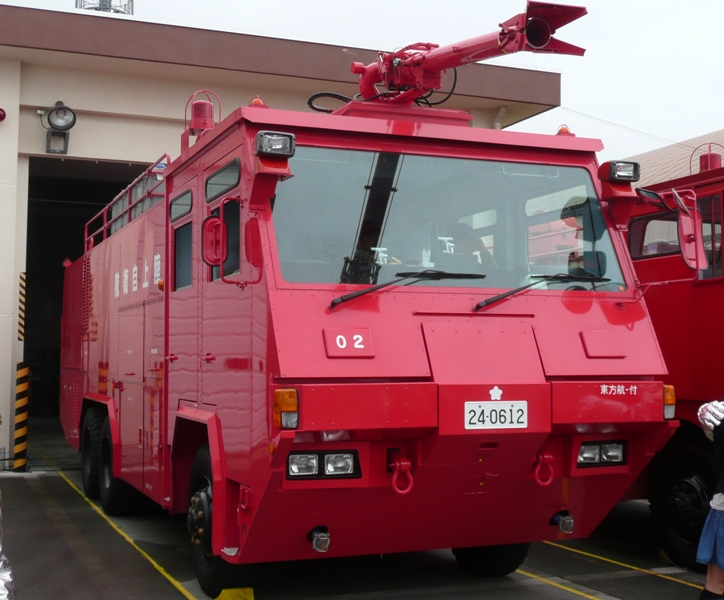
陸上自衛隊の救難消防車

上記の型式にあてはまらず特殊な化学車も存在する。
- 毒劇物災害対応特殊化学車

毒劇物災害用に赤外線分光ガス分析装置、陽圧式化学防護衣を積載し、その上化学車としての機能も積んだ化学車のこと。なお、近年は化学車としての機能を持たずに汚染物質の流入を防ぐため､空気浄化装置により車内を陽圧にできる機能や各種測定・分析機能を有しNBC災害に特化した特殊災害対応自動車の導入が進められており、化学車とは別の特殊災害対策車に分類される。
東京消防庁第三消防方面本部及び第九消防方面本部の消防救助機動部隊（ハイパーレスキュー）には陽圧機能の他に放射線の透過を防ぐため車体が鉛板や水槽で覆われており､日本で唯一の放射線災害にも対応した特殊災害対策車（大型）が配備されており福島第一原子力発電所事故でも活躍した。

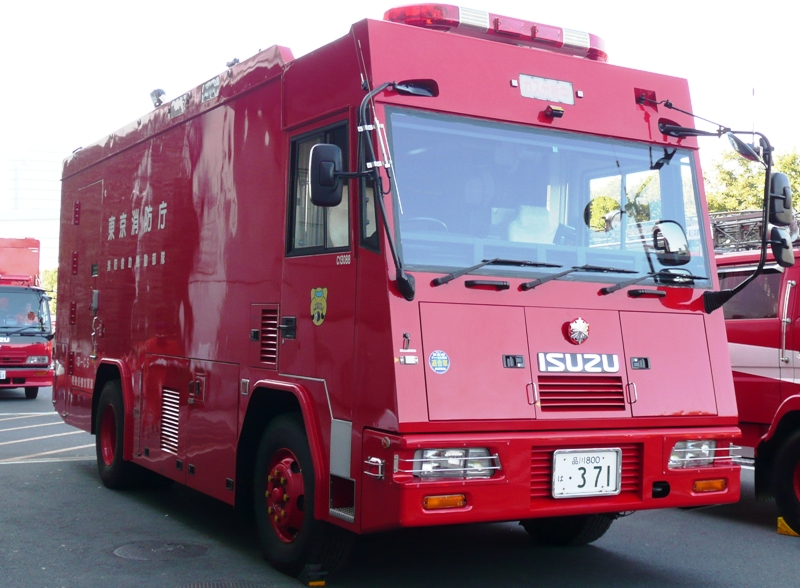
特殊災害対策車（大型） 東京消防庁第三消防方面本部消防救助機動部隊旧第三本部CS1 (当時)

- 空港用超大型化学消防車

空港での航空火災に備えた化学車で前述の大II型と機能はあまり変わらないが大II型より若干、加速力等を向上させている。
関西国際空港が開港時にローゼンバウアー社の車両を導入したのをきっかけに、最近では海外からの輸入の空港化学消防車が配備される例も少なくない。

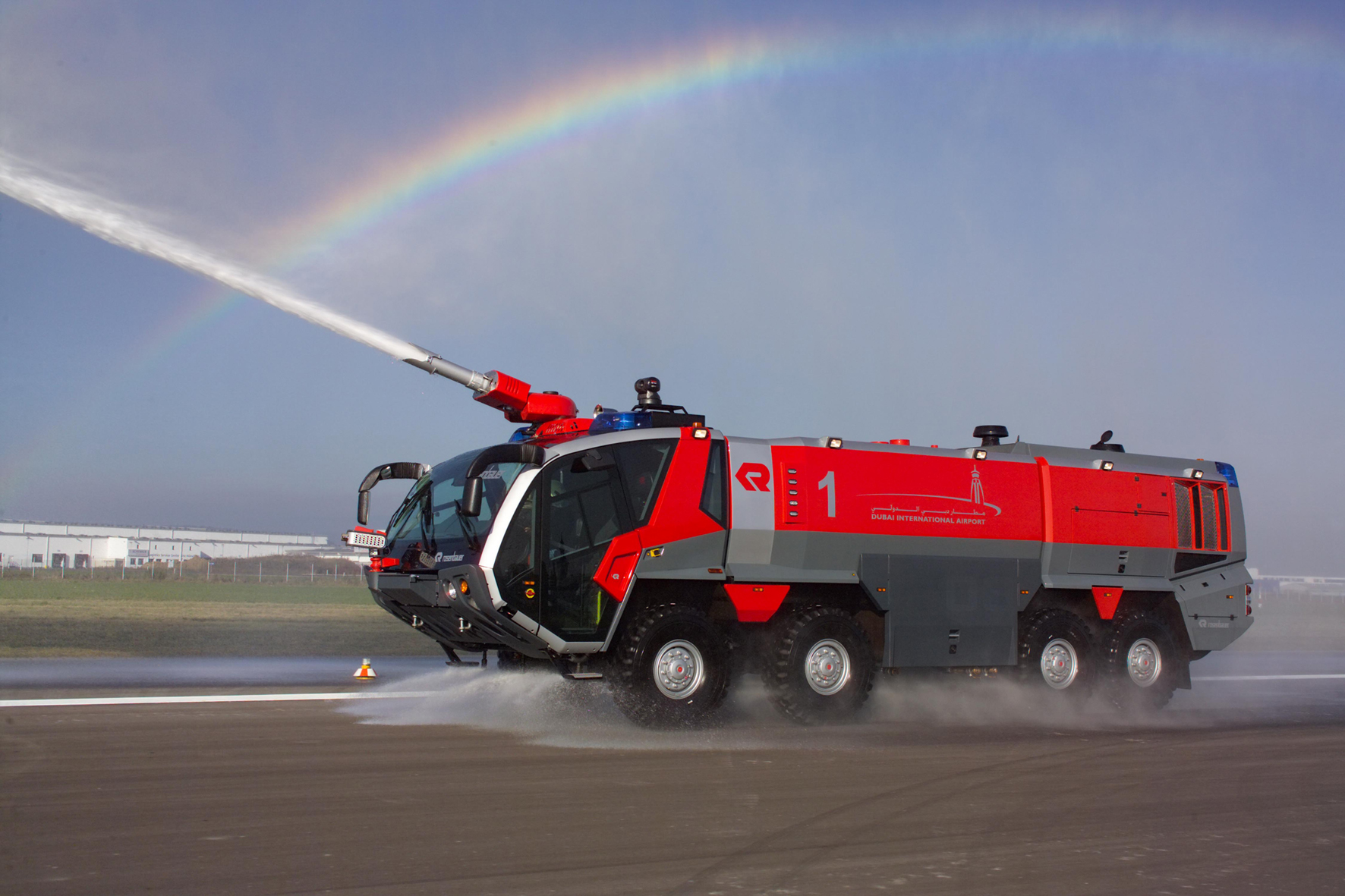
放水するローゼンバウアー・パンサー（パンター）

- 空港用特殊化学消防車

中小規模の空港（飛行場）に配備される化学車のことで航空機の初期消火、乗務員の救出を行う。そのため、別名「救難消防車」とも言われる。
粉末消火剤は、そのまま空中に散布することで消火する。水と反応して発火したり、可燃性ガスを生じる禁水性物質に関連する火災の消火に用いる。
- 航空自衛隊の破壊機救難消防車
- 陸上自衛隊の救難消防車

## 泡消火薬剤
泡消火薬剤は火災別にクラスAとクラスCに大きく分かれる。クラスＡとは普通火災、すなわちガソリン等の危険物火災以外の一般火災に1％以下の混合比で用いられる消火薬剤である。CAFS（圧縮空気泡消火装置）を持つポンプ車等にポリ容器のまま積載されることが多い。
以下では一般に化学車の薬剤槽に積載される、クラスC消火薬剤について記述する。

### たん白泡消火薬剤
動物の蹄や角などの蛋白質を加水分解したものを基剤とする薬剤である。外観は暗褐色をしており蛋白質の特有臭がする。
蛋白質の分子変性による強固な泡膜を形成することができるため、石油貯蔵タンク等の大規模油脂火災に用いられる。
化学車3点セットにおける大型化学車、泡原液搬送車に積載されるのは主にこの薬剤である。

### 合成界面活性剤泡消火薬剤
シャンプー等の原料に用いられる炭化水素系合成界面活性剤を主成分とし、安定剤等が添加されている。外観はたん黄色がかかった透明をしておりグリコールエーテル臭がする。特徴として発泡性が高いという特徴を有するが、たん白泡と比較し耐熱性が乏しい。
一般火災にも使用できるため、軽化学車にはこれが積載されることが多い。また排煙高発泡車の発泡原液もこれに類する。

### 水性膜泡消火薬剤
炭化水素系合成界面活性剤に、表面張力低下能の高いフッ素系界面活剤が添加されたものである。外観は黄色をしておりグリコールエーテル臭がする。フッ素系界面活性剤が添加されたことにより、合成界面活性剤よりも展張性が高く耐熱性・耐油性が強化されている。
航空機火災に適しており、空港用化学消防車はすべてこれを積載する。